# Nik Kapun
Nik Kapun slovenski nogometaš, * 9. januar 1994, Ljubljana. 

## Življenjepis
Nik je slovenski mladinski reprezentant, ki je med letoma 2013 in 2022 igral na položaju veznega igralca za Ljubljansko Olimpijo v slovenski prvi ligi.
Svoj debi za slovensko reprezentanco do 21 let pa je imel 8. septembra 2014 na tekmi proti Estoniji.